# Tonje Kjærgaard
Tonje Kjærgaard, née le 11 juin 1975 à Silkeborg, est une handballeuse internationale danoise qui évolue au poste de pivot.
Avec l'équipe du Danemark, elle participe notamment aux jeux olympiques de 1996 et 2000 où elle remporte deux médailles d'or.
Après avoir été championne d'Europe en 1994 puis en 1996, le titre de championne du monde qu'elle remporte en 1997 lui permet d'avoir une médaille d'or dans chacune des trois compétitions majeures.

## Palmarès

### En sélection nationale
Jeux olympiques
- médaille d'or aux Jeux olympiques de 1996 à Atlanta
- médaille d'or aux Jeux olympiques de 2000 à Sydney

Championnats du monde
- finaliste du championnat du monde 1993
- troisième du championnat du monde 1995
- vainqueur du championnat du monde 1997

Championnats d'Europe
- vainqueur du championnat d'Europe 1994
- vainqueur du championnat d'Europe 1996
- finaliste du championnat d'Europe 1998

### En club
Compétitions internationales
- Coupe des vainqueurs de coupe (C2)
  - vainqueur (1) en 2004
- Ligue européenne (C3)
  - vainqueur (1) en 2002
- Coupe des Villes (C4)
  - vainqueur (1) en 1998
  - finaliste en 1997
- Supercoupe d'Europe
  - vainqueur (1) en 1998

Compétitions nationales
- Championnat du Danemark
  - vainqueur (1) en 1998
  - deuxième (3) en 1999, 2002, 2003
- Coupe du Danemark
  - vainqueur (3) en 1999, 2000, 2002
  - finaliste (3) en 1995, 2003, 2004

### Distinctions personnelles
- élue meilleure pivot au championnat du monde 1999
- élue meilleure joueuse du Championnat du Danemark en 1998 et 1999[3]
- éluemeilleure pivot du Championnat du Danemark en 2000